# Années 1040 en Angleterre
Années 1020 | Années 1030 | Années 1040 | Années 1050 | Années 1060
Cette page recense les événements qui ont eu lieu au cours des années 1040 en Angleterre.

## Événements
- 1040 :
  - 17 mars : le roi Harold Pied-de-Lièvre meurt alors que son frère Hardeknut se préparait à envahir l'Angleterre pour revendiquer le trône.
  - 17 juin : Hardeknut débarque à Sandwich.

- 1041 :
  - Hardeknut rappelle auprès de lui son demi-frère Édouard, jusqu'alors exilé en Normandie. Il fait vraisemblablement de lui son héritier.

- 1042 :
  - 8 juin : à la mort de Hardeknut, Édouard est reconnu roi.

- 1043 :
  - 3 avril : Édouard est sacré roi en la cathédrale de Winchester.

## Décès
- 1040 :
  - 17 mars : Harold Pied-de-Lièvre, roi d'Angleterre.

- vers 1040 :
  - Edmond, évêque de Durham[1].
  - Eadred, évêque de Durham, successeur d'Edmond[1].

- 1041 :
  - Eadulf, comte de Bamburgh.

- 1042 :
  - 8 juin : Hardeknut, roi d'Angleterre.

- 1044 :
  - 25 ou 27 juillet : Ælfweard, évêque de Londres[2].

- 1045 :
  - 22 avril : Brihtwold, évêque de Ramsbury[3].
  - 2 juin (date incertaine) : Brihtwine II (en), évêque de Sherborne[4].

- 1046 :
  - 20 ou 23 mars : Lyfing, évêque de Crediton, de Cornouailles et de Worcester[5].

- 1047 :
  - 29 août : Ælfwine, évêque de Winchester[6].
  - Grimketel, évêque de Selsey[7].

- 1047 ou 1048 :
  - 29 mars : Æthelstan (en), abbé d'Abingdon.

- 1048 :
  - 23 octobre : Siward, abbé d'Abingdon[8].

- 1049 :
  - 18 ou 19 septembre : Eadnoth II (en), évêque de Dorchester[9].
  - Beorn Estrithson, comte.